# Cerro Tamaná
Cerro Tamaná es una montaña en Colombia. Se encuentra en la parte central del país, 240 km al oeste de la capital Bogotá. El pico del Cerro Tamaná está a 3.601 metros sobre el nivel del mar, es el punto más alto de la Cordillera Occidental.

## Geografía
El cerro Tamaná está ubicado al oriente del departamento del Chocó, en los límites de las municipalidades de Condoto y San José del Palmar. Con 4100 metros de altitud, es el punto culminante del departamento así como de la cordillera Occidental. Es también parte del parque nacional natural Tatamá desde 1987.

## Historia
Los alrededores del cerro Tamaná fueron explorados desde 1573 por Melchor Velásquez, Cristóbal de Quintero y Arias de Silva.
En 1987, la cumbre se incluyó en el parque nacional natural Tatamá.